# Aleuroclava hikosanensis
Aleuroclava hikosanensis là một loài côn trùng cánh nửa trong họ Aleyrodidae, phân họ Aleyrodinae.
Aleuroclava hikosanensis được Takahashi miêu tả khoa học đầu tiên năm 1938.